# CRAI Sport Center
Il CRAI Sport Center, noto anche come Asseminello, è un centro sportivo di Assemini (CA), di proprietà della società di calcio italiana Cagliari Calcio.
La struttura ospita dal 1995 gli allenamenti della prima squadra maschile e gran parte delle attività del settore giovanile, oltre ad essere la sede del club.
Il centro d'allenamento, fino al 2023 noto anche con il nome di Asseminello, si trova in località Sa Ruina, a circa 14 chilometri in direzione nord-ovest da Cagliari.

## Storia
Fino agli inizi degli anni novanta il Cagliari si allenava nei campi presso l'ippodromo del Poetto o direttamente allo Stadio Sant'Elia. L'impianto però constava di soli due campi e di una spartana struttura per gli spogliatoi. Con la presidenza di Massimo Cellino si decise quindi di investire nella costruzione di un centro d'allenamento di proprietà del club.
Venne scelta un'area situata in località Sa Ruina, nel comune di Assemini, a pochi chilometri di distanza dalla città e nell'estate del 1995 venne effettuato il primo ritiro della squadra nel centro, intitolato Centro Sportivo Ercole Cellino, il padre del presidente. Inizialmente il centro prevedeva solo tre campi in erba e uno in terra rossa. Successivamente nel 1998 venne concessa dal Comune l'autorizzazione alla costruzione di una Club house al centro dell'impianto. Nel 2001 l'imprenditore sardo investì nella costruzione di un campo da golf da 6 buche attiguo ai campi da calcio con un percorso pitch & putt dotato di 18 postazioni, di cui 4 al coperto, e anche il Golf club fu intitolato al padre.
Nel 2014 con il passaggio della società a Tommaso Giulini il centro cambiò il nome in "Asseminello", dismise il campo da golf e progressivamente attuò alcune migliorie come il cambio di manto erboso, da naturale a sintetico, di due campi nonché la costruzione di un nuovo campo principale ove prima risiedeva il campo da golf. Quest'ultimo, denominato Campo 1, nel 2021 è diventato il campo principale per la formazione Primavera, un vero e proprio "mini stadio" dotato di tribuna centrale coperta intitolata il 28 luglio 2022 a Carlo Enrico Giulini, padre del presidente del club, utilizzato per la prima volta nel match casalingo contro la Roma valido per il Campionato Primavera 1 2020-2021, il quale è andato a sostituire per le partite ufficiali della massima formazione giovanile il campo in sintetico intitolato nel 2015 "Campioni d'Italia 1969-1970".
Il 21 ottobre 2023 l'impianto assume il nome CRAI Sport Center a seguito dell'accordo di sponsorizzazione quinquennale con ABBI Group, gestore in Sardegna della società cooperativa attiva nella grande distribuzione organizzata, che ha incluso i diritti di denominazione del centro sportivo.

## Struttura

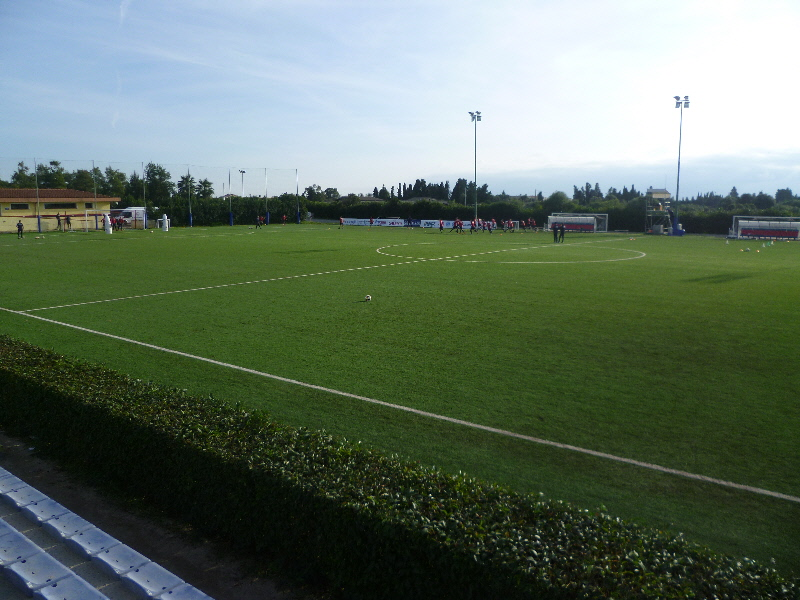
Veduta del Campo Campioni d'Italia 1969-1970

### Area sportiva
L'area sportiva del centro comprende:
- cinque campi da calcio regolamentari:
  - Stadietto Carlo Enrico Giulini[15]: campo inaugurato nel 2021 (dimensioni 105 × 67 m), con manto in erba naturale, dotato di una tribuna centrale coperta nella quale si disputano le partite del Campionato Primavera[16]. Inizialmente chiamato "Campo 1", dal 2020 è utilizzato anche per gli allenamenti della prima squadra;
  - Campo "Campioni d'Italia 1969-1970": campo (dimensioni 105 × 65 m), con manto in erba sintetica (dal 2015), dotato di una tribuna centrale scoperta nel lato opposto alle panchine;
  - Campo "Settore Giovanile": campo (dimensioni 100 × 60 m), con manto in erba sintetica, viene utilizzato per allenamenti e partite delle varie categorie del settore giovanile;
  - Campo "Prima squadra 1": campo (dimensioni 105 × 60 m), con manto in erba naturale, a disposizione degli allenamenti della prima squadra;
  - Campo "Prima squadra 2": campo (dimensioni 100 × 60 m), con manto in erba naturale, a disposizione degli allenamenti della prima squadra;
- un campo da calcio di dimensioni ridotte:
  - Campo da "9 contro 9" (dimensioni 70 × 30 m), con manto in erba naturale e non omologato per competizioni ufficiali;
- una "gabbia": campo in erba sintetica (dimensioni 30 × 20 m), con barriere in luogo delle linee laterali e rete protettiva nella parte superiore. Utilizzato per esercitazioni del settore giovanile.

### Club house
All’interno della struttura sono situati anche un hotel e un Centro di benessere. L’albergo comprende 15 stanze di cui 5 singole e 10 doppie, una Junior Suite e una President Suite. Tali sistemazioni vengono utilizzate dalla prima squadra per i ritiri pre-campionato o durante la stagione. È disponibile una sala meeting che può ospitare conferenze da 20 a 150 persone. Il Centro benessere è dotato di idromassaggio e bagno turco, ma sono presenti anche servizi accessori come una palestra e campi da calcetto e squash.
Saltuariamente sono stati organizzati anche eventi e concerti di beneficenza.

## Utilizzo
Nel CRAI Sport Center ha sede il Cagliari Calcio.
La struttura ospita gli allenamenti della prima squadra e del settore giovanile rossoblù.
Nel centro sportivo disputano anche gli incontri casalinghi ufficiali le formazioni giovanili del Cagliari.